# Polski Związek Niewidomych
Polski Związek Niewidomych (PZN) – największa w Polsce organizacja zrzeszająca osoby niewidome i słabowidzące. W 2015 roku PZN zrzeszał ok. 65 000 członków. Działalność Związku obejmuje edukację, rehabilitację, oferowanie usług prawnych i reprezentowanie społeczności niewidomych i niedowidzących wobec władz oraz innych instytucji i organizacji.
Związek ma siedzibę przy ul. Konwiktorskiej 9 w Warszawie.

## Obszary działań PZN
- doradztwo zawodowe i prawne dla niewidomych i niedowidzących
- działalność wydawnicza: czasopisma pisane brajlem lub powiększoną czcionką – miesięcznik „Pochodnia” lub przeznaczone dla dzieci „Promyczek” i „Światełko”
- organizacja spotkań integracyjnych i warsztatów dla młodzieży słabowidzącej
- organizacja szkoleń i kursów dla członków związku
- organizacja turnusów rehabilitacyjnych oraz kolonii dla dzieci i młodzieży
- poradnictwo dla niewidomych i niedowidzących prowadzone za pośrednictwem Internetu
- przybliżanie rodzicom, opiekunom i nauczycielom zagadnień związanych z niepełnosprawnością wzroku (kwartalnik „Nasze Dzieci”, szkolenia z tyflodydaktyki, dyskusje i konferencje)

## Biblioteka Centralna PZN
W 1952 roku w Warszawie założono Bibliotekę Centralną PZN. Funkcjonowała ona do roku 2013, kiedy to włączono ją w strukturę Głównej Biblioteki Pracy i Zabezpieczenia Społecznego, jako Dział Zbiorów dla Niewidomych.
Biblioteka przez pierwsze lata swojego istnienia gromadziła wyłącznie pozycje książkowe pisane brajlem, w latach sześćdziesiątych dołączyły do nich także książki mówione.
Zbiory Biblioteki podzielone były na cztery działy:
- książki brajlowskiej
- książki cyfrowej
- książki mówionej
- książki tyflologicznej

## Ośrodki rehabilitacyjne
PZN posiada własne ośrodki rehabilitacyjno–szkoleniowe w Bydgoszczy, Ciechocinku, Muszynie (im. kpt. Jana Silhana), Olsztynie i Ustroniu Morskim.

### Jednostki
Pozostałe jednostki PZN:
- Domy pomocy społecznej w Chorzowie, Kielcach i Olsztynie
- Warsztaty terapii zajęciowej w Słupsku, Toruniu i Włocławku
- Niepubliczny Zakład Opieki Zdrowotnej-Centralna Przychodnia Leczniczo-Rehabilitacyjna w Warszawie
- Środowiskowe Domy Samopomocy w Olsztynie („Ariadna”, „Dedal” i „Tezeusz”)
- Zakład Aktywności Zawodowej w Olsztynie
- Instytut Tyflologiczny – ZPCH w Warszawie